# Crusader (téléfilm, 2004)
Pour les articles homonymes, voir Crusader.
Pour plus de détails, voir Fiche technique et Distribution.
Crusader est un téléfilm espagnol réalisé par Bryan Goeres, diffusé en 2004.

## Distribution
- Andrew McCarthy : Hank Robinson,
- Bo Derek : Markham,
- Michael York : McGovern,
- Richard Tyson : Brechner,